# ハルテリコ
ハルテンコ（Jaltenco）は、メキシコ合衆国のメヒコ州にある都市、人口は2万8217人（2020年）。首都メキシコシティに近い。面積が狭いため人口は少ないが、ほぼ全域が市街地である。